# Леді Джессіка
Леді Джессіка (англ. Lady Jessica) — вигаданий персонаж, що фігурує у всесвіті «Дюни», створеного Френком Гербертом. Вона є головною героїнею роману Дюна 1965 року, Джессіка також відіграє важливу роль у наступному романі Діти Дюни (1976). Події, пов'язані із зачаттям Джессіки, її народженням і ранніми роками життя з Лето, описуються у приквел-трилогії Прелюдія до Дюни (1999-2001) Браяна Герберта і Кевіна Джеймс Андерсона. Персонажка повертається як ґгола у романах Мисливці Дюни (2006) і Піщані хробаки Дюни (2007) Браяна Герберта і Кевіна Джеймс Андерсона, які завершують оригінальну серію.
Леді Джессіка була зображена Франческою Анніс у фільмі Девіда Лінча «Дюна» 1984 року. Саскія Рівз зіграла цю роль у мінісеріалі 2000 року «Дюна», у 2003 році її змінила Аліса Кріге у продовженні «Діти Дюни». Ребекка Фергюсон грає Джессіку у фільмах Дені Вільнева «Дюна» та «Дюна: Частина друга».